# Divisiones aéreas del Ejército Imperial Japonés
Los Grupos Aéreos o Divisiones Aéreas del Ejército Imperial Japonés eran unidades típicamente formadas agregando varios (4-8) regimientos de aviación (Sentais) para el entrenamiento o las operaciones militares a gran escala.

## Lista de Divisiones Aéreas
| Nombre                                                    | Kanji                | Formada                 | Disuelta              | Identificación                       | Ubicación, notas |
| --------------------------------------------------------- | -------------------- | ----------------------- | --------------------- | ------------------------------------ | --- |
| División Aérea Provisional                                | 航空兵団             | 1 de agosto de 1936     | 1 de junio de 1942    | -                                    | Tokio - Norte de China - Manchuria                                                                                       |
| 1.ª División Aérea                                        | 第1飛行師団          | 10 de junio de 1938     | 1945                  | Tip (鏑 Kabura?) 1045                | Kakamigahara - Sapporo - Obihiro, fue disuelta en 1942 y reformada en 1943                                               |
| 2.ª División Aérea                                        | 第2飛行師団          | 24 de julio de 1937     | 17 de mayo de 1945    | Buitre (Tip 鷲?, Washi)              | Manchuria - Filipinas (1944) - Singapur (1945)                                                                           |
| 3.ª División Aérea                                        | 第3飛行師団          | 15 de abril de 1942     | 14 de febrero de 1944 | Halcón (隼 Hayabusa?) 2375           | China - Indochina francesa - Indias Orientales Neerlandesas - Myanmar-China                                              |
| 4.ª División Aérea                                        | 第4飛行師団          | 15 de abril de 1942     | 1944/1945             | Ala (翼 Tsubasa?)                    | Manchuria - Filipinas (1944) fusionada en la 2.ª División Aérea                                                          |
| 5.ª División Aérea                                        | 第5飛行師団          | 15 de abril de 1942     | 1945                  | Alto (高 Taka?)                      | Myanmar - Phnom Penh (1945)                                                                                              |
| 6.ª División Aérea                                        | 第6飛行師団          | 26 de noviembre de 1942 | 1 de agosto de 1944   | Océano (洋 hiroshi?)                 | Rabaul - New Guinea |
| 7.ª División Aérea                                        | 第7飛行師団          | 28 de enero de 1943     | 21 de julio de 1945   | Incursión (襲?)                      | Nueva Guinea - Ambon (1944) - Filipinas (1944)                                                                           |
| 8.ª División Aérea                                        | 第8飛行師団          | 10 de junio de 1943     | 1945                  | Verdad (誠 Makoto?) 18900            | Taipei |
| 9.ª División Aérea                                        | 第9飛行師団          | 10 de diciembre de 1943 | 1945                  | Planeo (翔 Kakeru?)                  | Palembang |
| 10.ª División Aérea                                       | 第10飛行師団         | 8 de marzo de 1944      | 1945                  | Gran planeo (天翔 Tensho?)           | Tokio |
| 11.ª División Aérea                                       | 第11飛行師団         | 15 de julio de 1944     | 1945                  | Águilas planeadoras (天鷲 Amawashi?) | Aeródromo de Taisho |
| 12.ª División Aérea                                       | 第12飛行師団         | 15 de julio de 1944     | 1945                  | Viento planeador (天風 Tenpu?)       | Aeródromo de Kozuki |
| 13.ª División Aérea                                       | 第13飛行師団         | 26 de febrero de 1945   | 1945                  | Halcones pioneros (隼魁?)            | Hanguchi |
| 51.ª División Aérea                                       | 第51飛行師団         | ?                       | 1945                  | ?                                    | ? |
| 52.ª División Aérea                                       | 第52飛行師団         | 1935                    | 1945                  | ?                                    | antigua escuela de vuelo de Kumagayari                                                                                   |
| 53.ª División Aérea                                       | 第53飛行師団         | ?                       | 1945                  | ?                                    | ? |
| 54.ª División Aérea                                       | 第54飛行師団         | ?                       | 1945                  | ?                                    | ? |
| 55.ª División Aérea                                       | 第55飛行師団         | ?                       | 1945                  | ?                                    | ? |
| Teishin Shudan                                            | 第1挺進集団          | ?                       | 1945                  | ?                                    | paracaidistas |
| División de Formación de Mantenimiento Aéreo de Tachikawa | 立川教導航空整備師団 | 20 de junio de 1944     | 1945                  | ?                                    | Antigua escuela de aviación de Tachikawa en el aeródromo de Tachikawa                                                    |
| División de Formación de Transporte Aéreo de Mito         | 水戸教導航空通信師団 | mayo de 1945            | 1945                  | ?                                    | Antigua escuela de transporte aéreo del aeropuerto de Ibaraki                                                            |
| División de Formación Aérea de Shimoshidu                 | 下志津教導飛行師団   | junio de 1945           | 1945                  | ?                                    | Antigua escuela de aviación de Shimoshidu en Wakaba-ku                                                                   |
| División de Formación Aérea de Akenokyo                   | 明野教導飛行師団     | junio de 1945           | 1945                  | ?                                    | Antigua escuela de aviación de Akenokyo en Obata, Mie                                                                    |
| División de Formación Aérea de Hitachi                    | 常陸教導飛行師団     | noviembre de 1944       | 1945                  | ?                                    | Antigua escuela de aviación de Hitachi en Hitachi, Ibaraki, separada de la escuela de vuelo de Akenokyo en marzo de 1944 |
| División de Formación Aérea de Hokota                     | 鉾田教導飛行師団     | junio de 1944           | 1945                  | ?                                    | Antigua escuela de aviación de Hokota en Hokota, Ibaraki                                                                 |
| División de Formación Aérea de Hamamatsu                  | 浜松教導飛行師団     | junio de 1944           | 1945                  | ?                                    | Antigua escuela de aviación del ejército de Hamamatsu en Hamamatsu                                                       |
| División de Formación Aérea de Utsunomiya                 | 宇都宮教導飛行師団   | junio de 1944           | 1945                  | ?                                    | Antigua escuela de aviación del ejército de Shirokiko en Tokorozawa, Saitama, más tarde en el noreste de China.          |